# Ahmed Albasheer
Ahmed Albasheer (em árabe: أحمد البشير; nascido em 17 de outubro de 1984) é um comediante, jornalista e diretor iraquiano, mais conhecido como o criador e apresentador do programa semanal de sátira política Albasheer Show. Ele foi nomeado uma das vinte pessoas mais influentes do mundo árabe pelo Global Influence Research Centre. 

## Carreira
Até 2011, Albasheer trabalhou por oito anos como correspondente político para os canais de notícias estatais do Iraque. 
Em 2012, após se mudar para a Jordânia, Albasheer fundou sua própria produtora de mídia, Lagash, que em 2014 começou a transmitir seu programa homônimo, Albasheer Show. Fortemente influenciado por Jon Stewart, que apresentou o programa de sátira política americana The Daily Show de 1999 a 2015, o programa satirizou a política iraquiana, incluindo corrupção contínua, sectarismo, extremismo e terrorismo. Em 2015, o programa atingiu uma audiência de 19 milhões, mais da metade da população total do Iraque.  O programa mudou de canal várias vezes desde sua estreia devido a ameaças da Comissão de Comunicações e Mídia do Iraque, e atualmente é transmitido de fora do Iraque no canal árabe da Deutsche Welle, além do YouTube, onde o programa acumulou mais de cinco milhões de assinantes em 2021.  O Albasheer Show foi citado como desempenhando um papel integral nos protestos iraquianos antigovernamentais em andamento em 2019-presente. 
Em 2019, Albasheer recebeu o Maurice R. Greenberg World Fellowship na Universidade Yale. 
Ele apareceu na série de documentários da Netflix Larry Charles 'Dangerous World of Comedy em 2019. 

## Vida pessoal
Em 2011, após ser ferido em um atentado suicida, Albasheer mudou-se para Amã, na Jordânia, onde residiu até 2019. 